# Дрю Гуден
Ендрю Мелвін Гуден III (англ. Andrew Melvin Gooden III, нар. 24 вересня 1981, Окленд, Каліфорнія, США) — американський професіональний баскетболіст, що грав на позиції важкого форварда за низку команд НБА. Згодом — спортивний коментатор на Comcast.

## Ігрова кар'єра
На університетському рівні грав за команду Канзас (1999–2002). 2002 року був названий найкращим баскетболістом року конференції Big 12 та допоміг команді дійти до фіналу чотирьох «березневого божевілля».
Того ж 2002 року був обраний у першому раунді драфту НБА під загальним 4-м номером командою «Мемфіс Ґріззліс». Захищав кольори команди з Мемфіса протягом одного сезону.
У березні 2003 року разом з Горданом Гірічеком був обміняний до «Орландо Меджик» на Майка Міллера, Раяна Гамфрі та два драфт-піки.
2004 року разом з Андерсоном Варежау та Стівеном Гантером перейшов до «Клівленд Кавальєрс» в обмін на Тоні Батті. У складі команди з Клівленда провів наступні 4 сезони своєї кар'єри.
Наступною командою в кар'єрі гравця була «Чикаго Буллз», за яку він відіграв один сезон.
18 лютого 2009 року перейшов до складу «Сакраменто Кінгс». Зігравши один матч, клуб викупив його контракт, і 1 березня він став вільним агентом.
5 березня 2009 року підписав контракт з «Сан-Антоніо Сперс» на решту сезону.
Наступною командою в кар'єрі гравця була «Даллас Маверікс», за яку він відіграв один сезон.
13 лютого 2010 року був обміняний до «Вашингтон Візардс», а через чотири дні — до «Лос-Анджелес Кліпперс».
Влітку 2010 року перейшов до «Мілвокі Бакс», у складі якої провів наступні 3 сезони своєї кар'єри.
Останньою ж командою в кар'єрі гравця стала «Вашингтон Візардс», до складу якої він приєднався 2014 року і за яку відіграв 2 сезони.

## Статистика виступів в НБА

### Регулярний сезон
| Сезон             | Команда                 | GP  | GS  | MPG  | FG%  | 3P%  | FT%   | RPG  | APG | SPG | BPG | PPG  |
| ----------------- | ----------------------- | --- | --- | ---- | ---- | ---- | ----- | ---- | --- | --- | --- | ---- |
| 2002–03           | «Мемфіс Ґріззліс»       | 51  | 29  | 26.1 | .443 | .304 | .697  | 5.8  | 1.2 | .7  | .4  | 12.1 |
| 2002–03           | «Орландо Меджик»        | 19  | 18  | 28.6 | .498 | .000 | .738  | 8.4  | 1.1 | .8  | .7  | 13.6 |
| 2003–04           | «Орландо Меджик»        | 79  | 17  | 27.0 | .445 | .214 | .637  | 6.5  | 1.1 | .8  | .9  | 11.6 |
| 2004–05           | «Клівленд Кавальєрс»    | 82  | 80  | 30.8 | .492 | .179 | .810  | 9.2  | 1.6 | .9  | .9  | 14.4 |
| 2005–06           | «Клівленд Кавальєрс»    | 79  | 79  | 27.5 | .512 | .333 | .682  | 8.4  | .7  | .7  | .6  | 10.7 |
| 2006–07           | «Клівленд Кавальєрс»    | 80  | 80  | 28.0 | .473 | .167 | .714  | 8.5  | 1.1 | .9  | .4  | 11.1 |
| 2007–08           | «Клівленд Кавальєрс»    | 51  | 51  | 30.7 | .444 | .000 | .728  | 8.3  | 1.0 | .7  | .6  | 11.3 |
| 2007–08           | «Чикаго Буллз»          | 18  | 14  | 31.0 | .461 | .000 | .813  | 9.3  | 1.7 | .7  | 1.3 | 14.0 |
| 2008–09           | «Чикаго Буллз»          | 31  | 27  | 29.6 | .457 | .000 | .866  | 8.6  | 1.4 | .8  | .5  | 13.1 |
| 2008–09           | «Сакраменто Кінґс»      | 1   | 0   | 26.0 | .556 | .000 | 1.000 | 13.0 | 2.0 | .0  | .0  | 12.0 |
| 2008–09           | «Сан-Антоніо Сперс»     | 19  | 1   | 16.8 | .490 | .000 | .789  | 4.4  | .2  | .2  | .2  | 9.8  |
| 2009–10           | «Даллас Маверікс»       | 46  | 11  | 22.4 | .467 | .167 | .809  | 6.9  | .6  | .6  | 1.1 | 8.9  |
| 2009–10           | «Лос-Анджелес Кліпперс» | 24  | 22  | 30.2 | .492 | .000 | .921  | 9.4  | .9  | .6  | .3  | 14.8 |
| 2010–11           | «Мілвокі Бакс»          | 35  | 18  | 24.6 | .431 | .150 | .794  | 6.8  | 1.3 | .6  | .5  | 11.3 |
| 2011–12           | «Мілвокі Бакс»          | 56  | 46  | 26.2 | .437 | .291 | .846  | 6.5  | 2.6 | .8  | .6  | 13.7 |
| 2012–13           | «Мілвокі Бакс»          | 16  | 0   | 9.4  | .328 | .200 | .688  | 1.9  | .4  | .3  | .4  | 3.3  |
| 2013–14           | «Вашингтон Візардс»     | 22  | 0   | 18.0 | .531 | .412 | .889  | 5.2  | .7  | .5  | .3  | 8.3  |
| 2014–15           | «Вашингтон Візардс»     | 51  | 7   | 16.9 | .399 | .390 | .773  | 4.4  | 1.0 | .4  | .2  | 5.4  |
| 2015–16           | «Вашингтон Візардс»     | 30  | 0   | 10.2 | .320 | .171 | .643  | 2.8  | .4  | .3  | .4  | 2.7  |
| Усього за кар'єру | Усього за кар'єру       | 790 | 500 | 25.5 | .462 | .257 | .760  | 7.1  | 1.1 | .7  | .6  | 11.0 |

### Плей-оф
| Сезон             | Команда              | GP | GS | MPG  | FG%  | 3P%   | FT%   | RPG  | APG | SPG | BPG | PPG  |
| ----------------- | -------------------- | -- | -- | ---- | ---- | ----- | ----- | ---- | --- | --- | --- | ---- |
| 2003              | «Орландо Меджик»     | 7  | 7  | 33.4 | .400 | 1.000 | .722  | 12.7 | .6  | .4  | .9  | 14.0 |
| 2006              | «Клівленд Кавальєрс» | 13 | 13 | 21.7 | .529 | 1.000 | .944  | 7.5  | .6  | .2  | .2  | 8.2  |
| 2007              | «Клівленд Кавальєрс» | 20 | 20 | 30.3 | .493 | 1.000 | .769  | 8.0  | 1.0 | .5  | .5  | 11.4 |
| 2009              | «Сан-Антоніо Сперс»  | 4  | 0  | 17.8 | .333 | 1.000 | 1.000 | 3.8  | .3  | .3  | .3  | 7.3  |
| 2014              | «Вашингтон Візардс»  | 10 | 0  | 14.6 | .368 | 1.000 | .750  | 4.3  | .4  | .3  | .4  | 3.4  |
| 2015              | «Вашингтон Візардс»  | 10 | 0  | 17.8 | .377 | 1.000 | .769  | 5.5  | .8  | .2  | 1.0 | 6.8  |
| Усього за кар'єру | Усього за кар'єру    | 64 | 40 | 23.7 | .449 | 1.000 | .793  | 7.2  | .7  | .5  | .3  | 9.2  |